# Rivadavia (línea I del subte de Buenos Aires)
Rivadavia será una futura estación de la línea I de la red de subterráneos de la Ciudad de Buenos Aires.
Se prevé su construcción en la intersección de la Avenida Rivadavia y la calle Del Barco Centenera.